# Couro

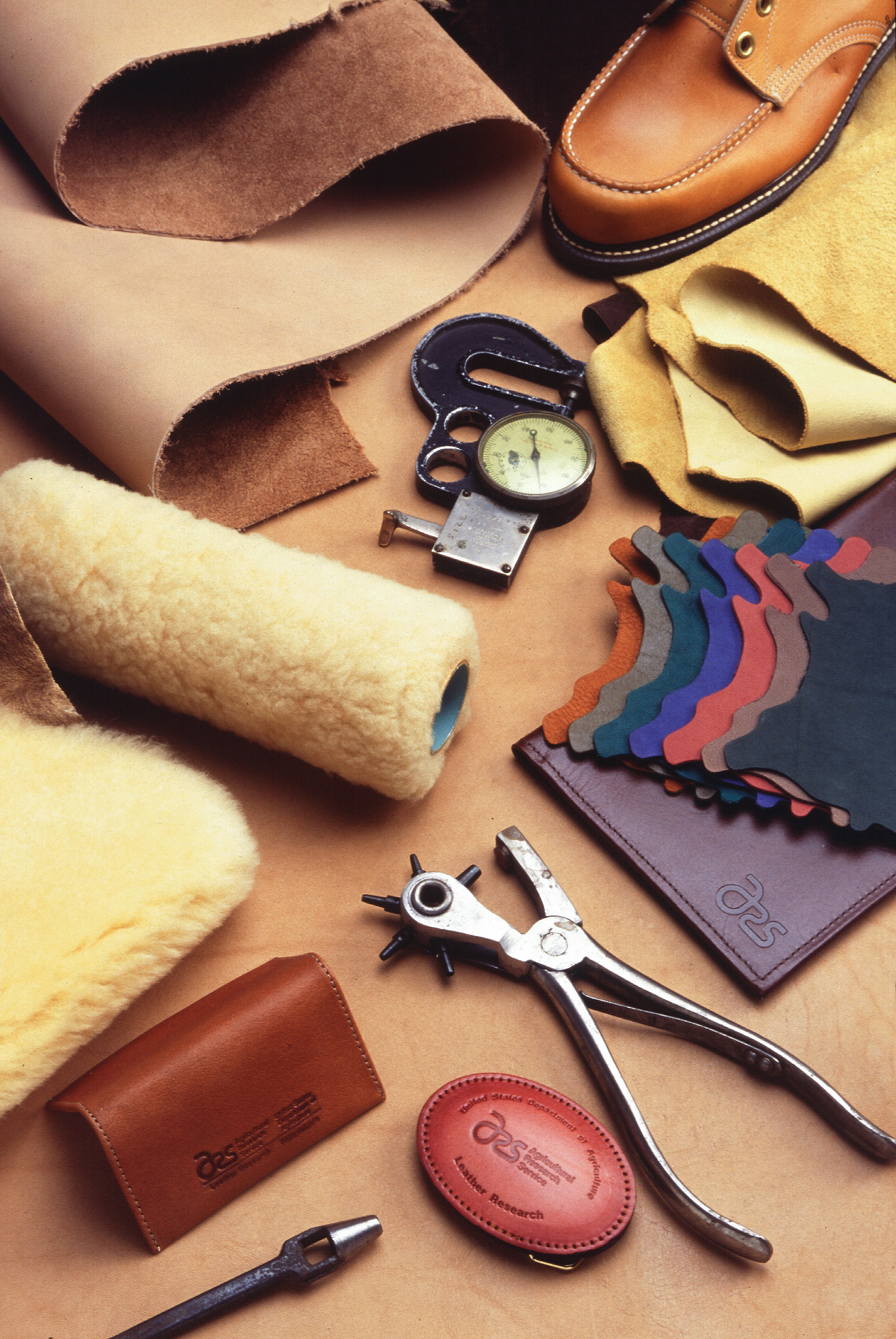
Apetrechos para o trabalho com couro

O couro ou coiro é a pele de animais curtida, utilizado como material nobre para a confecção de diversos artefatos para o uso humano, tais como: sapatos, cintos, carteiras e bolas de determinados esportes como basquete, entre outros.

## Visão geral
O couro é um material durável e flexível criado pelo curtimento de couro cru e peles de animais. A matéria-prima mais comum é o couro bovino, contudo, ele pode ser obtido de inúmeros outros animais. Ele pode ser produzido em escalas de manufatura que variam da escala artesanal à escala industrial moderna. A fabricação de couro tem sido praticada por mais de 7 000 anos; o registro mais antigo de artefatos de couro data de 2.200 a.C.
O couro é usado para fazer uma variedade de artigos, incluindo calçados, assentos de automóveis, roupas, bolsas, encadernações de livros, acessórios de moda e móveis. É produzido em uma grande variedade de tipos e estilos e decorado por uma ampla gama de técnicas.
O uso do couro foi criticado nos séculos XX e XXI por grupos de direitos dos animais. Esses grupos afirmam que comprar ou usar couro não é ético porque a produção de couro exige que os animais sejam mortos. No entanto, de acordo com o relatório da LCA para a Organização das Nações Unidas para o Desenvolvimento Industrial, 99% das peles e couros crus usados na produção de couro derivam de animais criados para produção de carne e/ou laticínios.

## Utilização
Nos últimos anos, em virtude de ser um material de custo alto, pela tendência da moda e outras exigências da vida moderna, ampliou-se consideravelmente o mercado de materiais diversos, sintéticos e naturais, em substituição ao couro. Também alcançou grande projeção no mercado o couro reconstituído ("recouro"), um misto de aparas de couro, resinas e outros produtos.
É importante salientar que no Brasil é proibido por lei o uso da palavra "couro", como por exemplo "couro sintético" ou "couro vegetal", para qualquer material que não seja de origem animal, de acordo com a lei 11/211 de 2005.
De qualquer forma, o couro não perdeu sua posição de material nobre, sendo requisitado para a confecção de estofados (moveleiro e automotivo), calçados, vestuário e acessórios (bolsas, cintos, carteiras, maletas, pastas) no mundo inteiro.
O couro bovino é o mais utilizado, devido a ser o mais abundante do mercado e ao preço mais baixo. O segundo mais utilizado é o couro caprino, devido também à facilidade de obtenção, que torna os preços competitivos, e principalmente pela sua qualidade, que é maior do que a do couro de boi. Entretanto, também tem crescido a procura pelos couros suíno, ovino e de outras espécies de animais como o jacaré, cobra e leitões, mais recentemente, de rã e peixe.

## Divisão
O couro bovino compõe-se duas partes importantes:
- Flor: camada externa do couro, que apresenta as características da pele, como os poros, típicos de cada animal.
- Raspa é a camada subjacente à flor, originada na operação de Divisão. Utilizada para a produção de artigos aveludados (camurças e camurções), podendo também receber acabamento para assemelhar-se à Flor.

Para se diferenciar em relação a seleção comercial dos couros, toma-se por parâmetro a incidência de defeitos ocorridos durante a vida animal, tais como a quantidades de marcas provocadas por carrapatos, bernes e outros parasitas que deixam suas marcas ainda em vida e que se estendem após o abate, além de marcas deixadas por arames pontiagudos, muito utilizados para cercar o rebanho e também galhos, muito comum em regiões de clima seco
O couro é considerado de boa qualidade quando apresenta-se adequadamente processado, e pelas características acima descritas, ou seja, quanto menor a incidência de defeitos melhor seu valor comercial.

## Classificação
O couro possui diferentes regiões, cada uma delas sendo adequada à confecção das diversas peças que vão compor os produtos de couro.
Tradicionalmente os couros se dividem em:
- Grupon (do fr: croupon): região central, mais nobre, correspondente ao lombo no animal;
- Pescoço ou cabeça;
- Barriga ou flancos.

## Defeitos mais comuns no couro

### Berne
São furos encontrados no couro, causados pela larva da mosca conhecida como berne. Em peles envernizadas ou prensadas, deve ser feita uma verificação pelo carnal, pois o defeito normalmente não é visível por ser coberto pelo verniz ou pelo deslocamento do material próximo ao furo.

### Carrapato
São marcas (cicatrizes) feitas pelo carrapato, e aparecem nos couros que não têm a flor lixada.

### Cortes de esfola
São cortes que aparecem no couro, às vezes não o transpassando, causados por faca, quanto da retirada do couro do animal abatido.

### Marcas de fogo
São defeitos causados pelas marcas de identificação do animal, que causam grande prejuízo nos couros.

### Riscos
São defeitos causados normalmente por chicote, arame farpado ou mirão, e que aparecem na flor do couro.

### Veias
São as artérias do animal, que por problemas de estrutura se alargam e ficam perto da flor, aparecendo após o curtimento.